# Schönbühel-Aggsbach
Schönbühel-Aggsbach ist eine Marktgemeinde mit 942 Einwohnern (Stand 1. Jänner 2024) im Bezirk Melk in Niederösterreich.

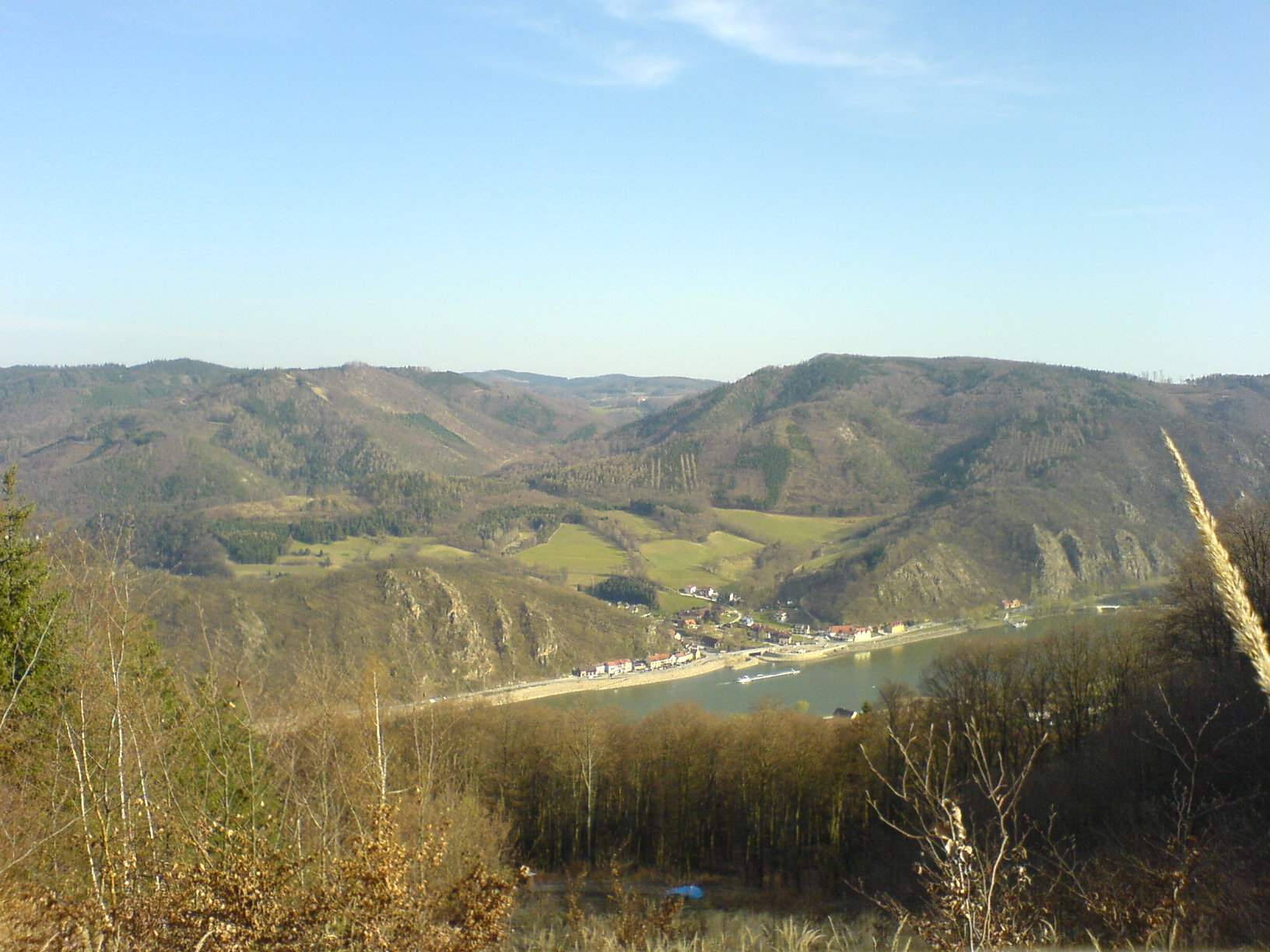
Blick über die Donau auf Aggsbach.

## Geografie
Schönbühel-Aggsbach liegt in Niederösterreich in der Wachau am rechten Donauufer. Die Donau fließt in rund 200 Meter über dem Meer. Nach Osten steigt das Land größtenteils bewaldet auf bis zu 633 Meter im Prinz-Schönburg-Felsen an. Neben der Donau sind der Aggsbach und der Rossbach die größten Gewässer.
Die Fläche der Marktgemeinde umfasst 28 Quadratkilometer. Davon sind 17 Prozent landwirtschaftliche Nutzfläche, 72 Prozent der Fläche sind bewaldet und sieben Prozent entfallen auf Gewässer.

### Gemeindegliederung
Das Gemeindegebiet umfasst folgende sieben Ortschaften (in Klammern Einwohnerzahl Stand 1. Jänner 2024):
- Aggsbach-Dorf (405)
- Aggstein (54)
- Berging (73)
- Gschwendt (0)
- Hub (65)
- Schönbühel an der Donau (295)
- Wolfstein (50)

Die Ortschaft Siedelgraben wurde im Jahr 2022 aufgelöst.
Die Gemeinde besteht aus den Katastralgemeinden Aggsbach, Aggstein, Berging, Hub, Schönbühel an der Donau und Wolfstein.

### Nachbargemeinden
|                                    | Rossatz-Arnsdorf (Krems)                    | Bergern im Dunkelsteinerwald (Krems) |
| Maria Laach am Jauerling, Aggsbach | Kompassrose, die auf Nachbargemeinden zeigt | Dunkelsteinerwald                    |
| Emmersdorf                         | Melk                                        |                                      |

## Geschichte
Das Gebiet war von 1000 vor Christus bis Christi Geburt von den Kelten besiedelt, danach beherrschten die Römer das Land. Sie bauten Straßen nach Maria Langegg und weiter nach Mautern (Favianis) sowie nach Mauer. Aus der Zeit der römischen Besiedlung stammen Münzfunde. In der nachfolgenden unruhigen Zeit zogen Germanen, Slawen und Awaren in das Gebiet. Nach der Niederwerfung der Awaren durch Karl dem Großen im Jahr 791, gehörte das heutige Gemeindegebiet zum Kerngebiet der karolingischen Mark. Die erste urkundliche Erwähnung als Accusabah stammt aus dem Jahr 830.
Um 1100 nennen sich die adeligen Brüder Marchward und Friedrich Sconinpuchelel (Schönbühel). Um 1260 kam es zu einer Teilung des Anwesens und der Burg. Je eine Hälfte gehörte den Herren von Radeck, die andere den Herren von Wesen. Im Jahr 1396 kaufte die Familie Starhemberg die Herrschaft und vergrößerte die Burg. Sie erwarben 1685 auch die benachbarte Herrschaft Aggstein und vereinigten sie mit Schönbühel. Sie besaßen die Herrschaft bis 1819. Der neue Besitzer Franz Graf Beroldingen ließ 1821 große Teile des Schlosses abtragen und errichtete das „Neuschloss“. Im Jahr 1927 kaufte Oswald Graf Seilern-Aspang beide Güter. Nach der deutschen Annexion wurde die Familie enteignet, erhielt das Schloss aber wieder zurück und bewohnt es seither.
1969 entstand die Gemeinde durch Zusammenschluss der Gemeinden Schönbühel und Aggsbach-Dorf.

### Einwohnerentwicklung
| Schönbühel-Aggsbach: Einwohnerzahlen von 1869 bis 2024 | Schönbühel-Aggsbach: Einwohnerzahlen von 1869 bis 2024 | Schönbühel-Aggsbach: Einwohnerzahlen von 1869 bis 2024 | Schönbühel-Aggsbach: Einwohnerzahlen von 1869 bis 2024 | Schönbühel-Aggsbach: Einwohnerzahlen von 1869 bis 2024 |
| ------------------------------------------------------ | ------------------------------------------------------ | ------------------------------------------------------ | ------------------------------------------------------ | ------------------------------------------------------ |
| Jahr                                                   |                                                        |                                                        |                                                        | Einwohner                                              |
| 1869                                                   | 1869                                                   |                                                        | 1.161                                                  | 1.161                                                  |
| 1880                                                   | 1880                                                   |                                                        | 1.037                                                  | 1.037                                                  |
| 1890                                                   | 1890                                                   |                                                        | 1.074                                                  | 1.074                                                  |
| 1900                                                   | 1900                                                   |                                                        | 1.060                                                  | 1.060                                                  |
| 1910                                                   | 1910                                                   |                                                        | 1.016                                                  | 1.016                                                  |
| 1923                                                   | 1923                                                   |                                                        | 1.059                                                  | 1.059                                                  |
| 1934                                                   | 1934                                                   |                                                        | 1.074                                                  | 1.074                                                  |
| 1939                                                   | 1939                                                   |                                                        | 1.052                                                  | 1.052                                                  |
| 1951                                                   | 1951                                                   |                                                        | 1.073                                                  | 1.073                                                  |
| 1961                                                   | 1961                                                   |                                                        | 1.056                                                  | 1.056                                                  |
| 1971                                                   | 1971                                                   |                                                        | 1.017                                                  | 1.017                                                  |
| 1981                                                   | 1981                                                   |                                                        | 1.051                                                  | 1.051                                                  |
| 1991                                                   | 1991                                                   |                                                        | 1.045                                                  | 1.045                                                  |
| 2001                                                   | 2001                                                   |                                                        | 1.033                                                  | 1.033                                                  |
| 2011                                                   | 2011                                                   |                                                        | 1.033                                                  | 1.033                                                  |
| 2021                                                   | 2021                                                   |                                                        | 938                                                    | 938                                                    |
| 2024                                                   | 2024                                                   |                                                        | 942                                                    | 942                                                    |
| Quelle(n): Statistik Austria, Gebietsstand 1.1.2021    |                                                        |                                                        |                                                        |                                                        |

## Kultur und Sehenswürdigkeiten

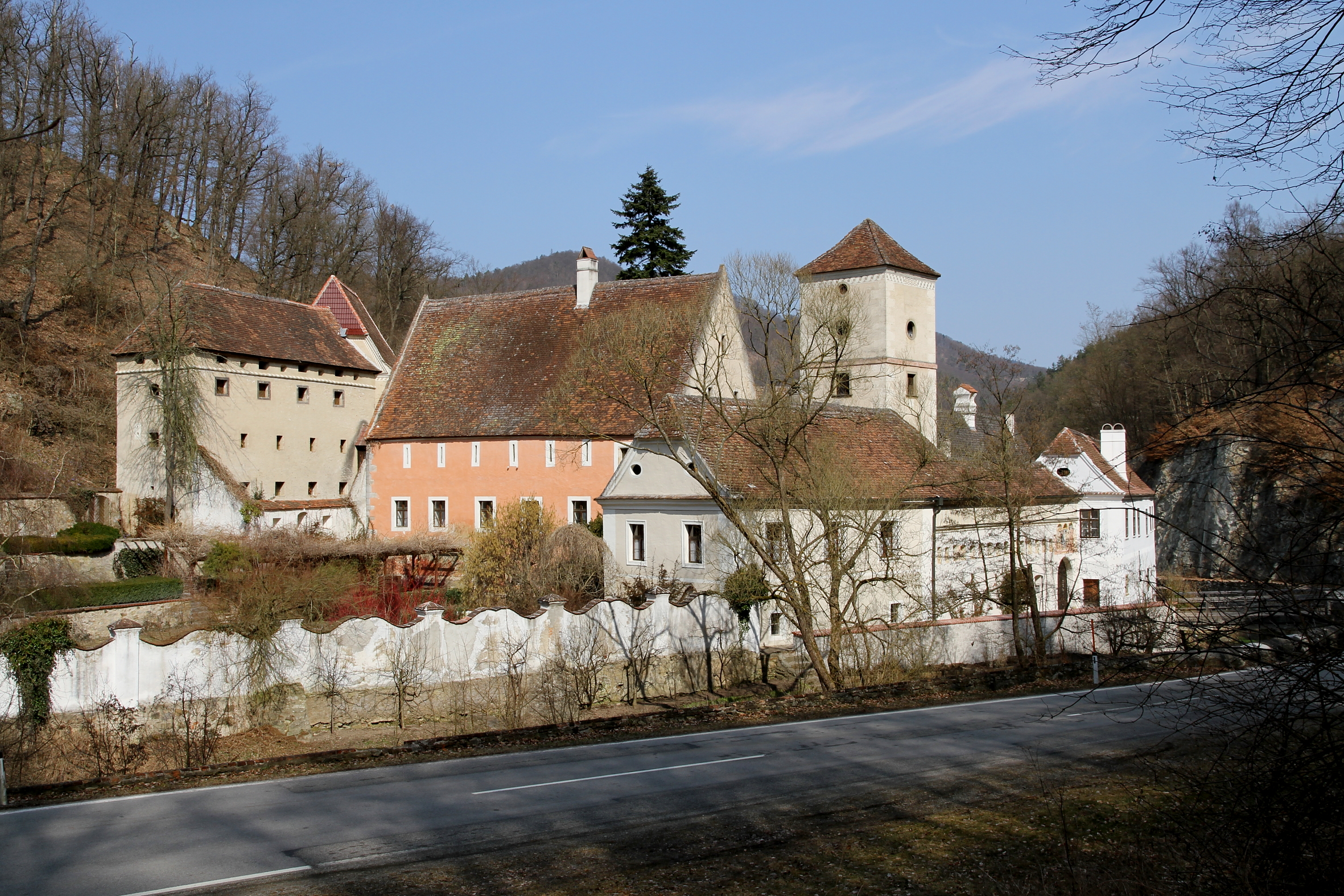
Kartause Aggsbach

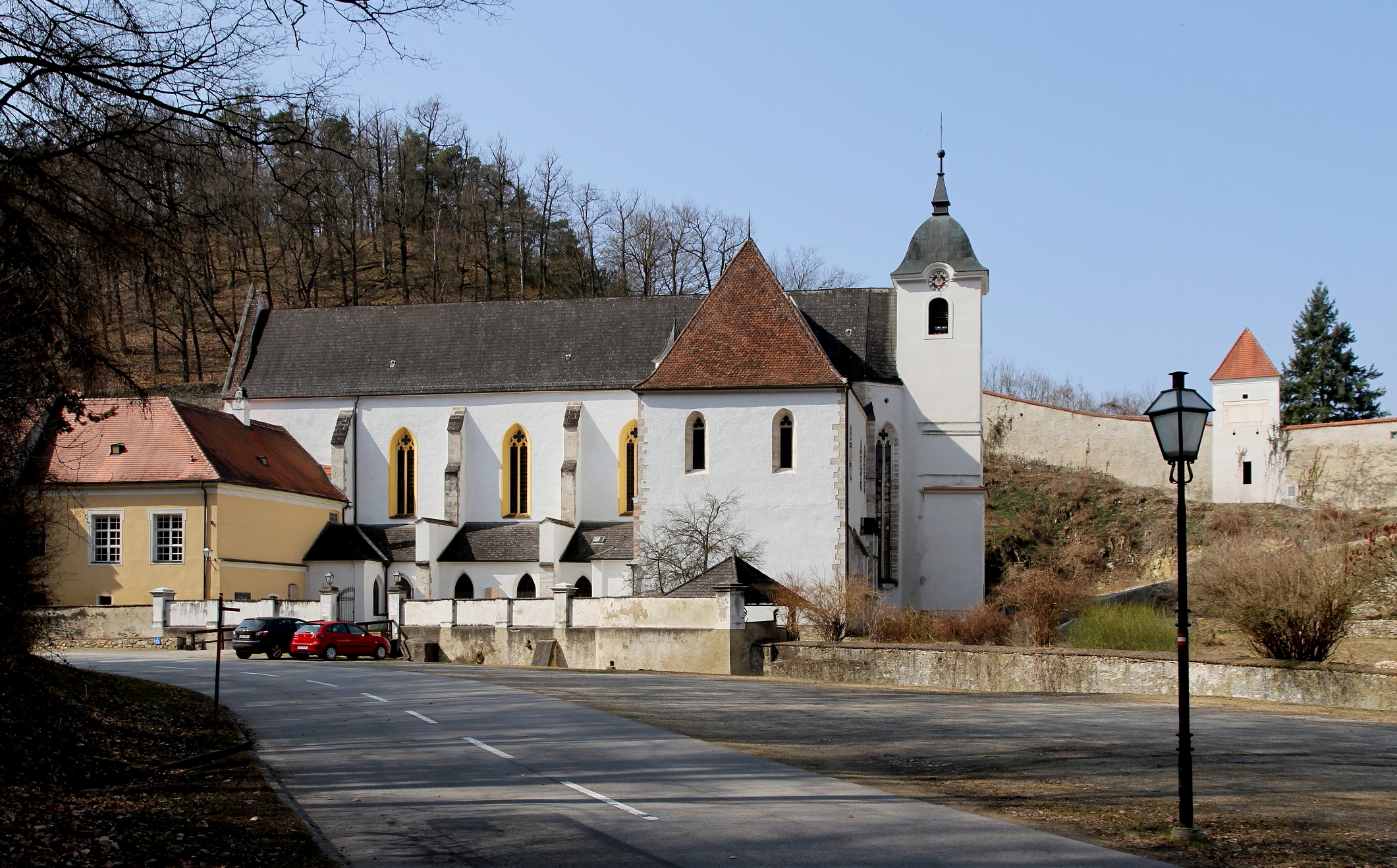
Pfarrkirche Mariae Himmelfahrt beziehungsweise ehemalige Klosterkirche. Im Vordergrund an die Kirche angebaut der Kapiteltrakt des ehemaligen Klosters.

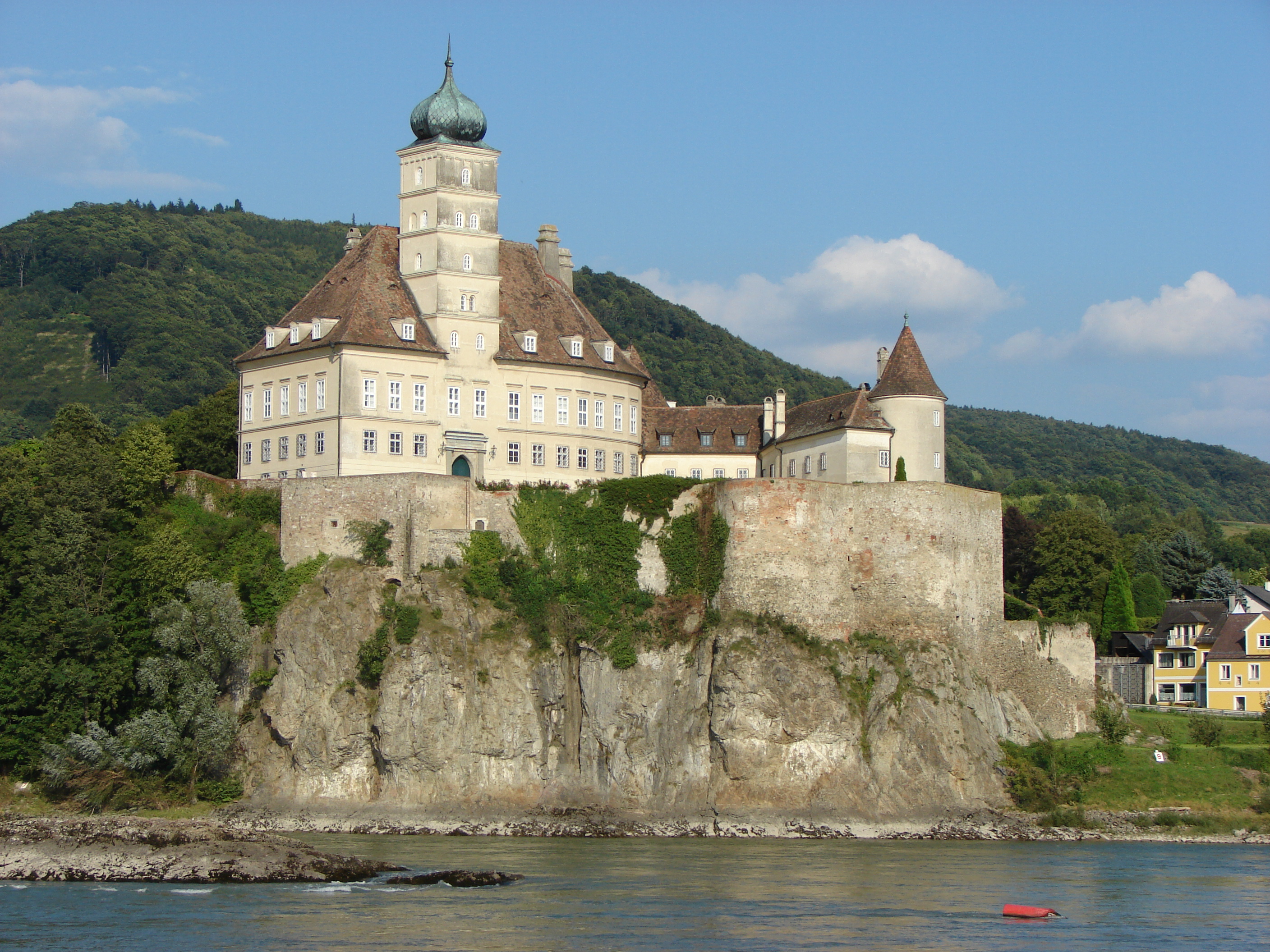
Schloss Schönbühel

- Kartause Aggsbach mit dem Kartäusermuseum[5] und der Pfarrkirche. Ein lang gestreckter einheitlicher Bau – geweiht 1392 – mit einem 5/8-Schluss und einem nordseitigen schlichten Turm, der nach der Klosteraufhebung Ende des 18. Jahrhunderts errichtet wurde.
- Katholische Pfarrkirche Aggsbach-Dorf Mariä Himmelfahrt als ehemalige Kartäuserkirche
- der Kalvarienberg neben der Klosteranlage
- Hammerschmiede Pehn am Wolfsteinbach[6]
- das Mineralienzentrum Steinstadl[7] (Mineralienschau)
- die Burgruine Aggstein mit dem Rosengärtlein
- das Schloss Schönbühel
- das ehemalige Servitenkloster in Schönbühel
- die Burgruine Wolfstein[8][9]

### Kultur
- Interessante kulturelle Facetten finden sich in der Mineralienzentrum „Steinstadel“, in der Hammerschmiede Pehn und im Kartäuser-Museum. Musikalische Schwerpunkte bestehen im Bereich der Blas- und Chormusik.
- Chorgemeinschaft Aggsbach – Arnsdorf – Schönbühel
- Kirchenchor der Pfarre Aggsbach Dorf
- Kirchenchor der Pfarre Schönbühel
- Familienchor Schönbühel
- Trachtenmusikkapelle Schönbühel
- Brassensemble

### Sport
Im Gemeindegebiet gibt es zahlreiche Wanderwege, unter anderem verläuft hier der Nord-Süd-Weitwanderweg.

## Wirtschaft und Infrastruktur

### Wirtschaftssektoren
Von den 34 landwirtschaftlichen Betrieben des Jahres 2010 wurden acht im Haupt-, 25 im Nebenerwerb und einer von einer Personengemeinschaft geführt. Dieser eine bewirtschaftete zwei Drittel der Flächen. Die sechs Erwerbstätigen des Produktionssektors arbeiteten in der Bauwirtschaft. Die wichtigsten Arbeitgeber des Dienstleistungssektors waren die Bereiche Beherbergung und Gastronomie (37) und soziale und öffentliche Dienste (35 Mitarbeiter).
| Wirtschaftssektor            | Anzahl Betriebe | Anzahl Betriebe | Erwerbstätige | Erwerbstätige |
| Wirtschaftssektor            | 2011            | 2001            | 2011          | 2001          |
| ---------------------------- | --------------- | --------------- | ------------- | ------------- |
| Land- und Forstwirtschaft 1) | 34              | 42              | 37            | 31            |
| Produktion                   | 4               | 8               | 6             | 13            |
| Dienstleistung               | 48              | 34              | 89            | 84            |

1) Betriebe mit Fläche in den Jahren 2010 und 1999

### Arbeitsmarkt, Pendeln
Im Jahr 2011 lebten 532 Erwerbstätige in Schönbühel-Aggsbach. Davon arbeiteten 93 in der Gemeinde, mehr als achtzig Prozent pendelten aus.

### Fremdenverkehr
Die Gemeinde zählt jährlich rund 20.000 Übernachtungen. Diese finden fast ausschließlich im Sommer statt.

## Politik

### Gemeinderat
| Der Gemeinderat hat seit 2025 nur noch 15 Mitglieder. - Mit den Gemeinderatswahlen in Niederösterreich 2005 hatte der Gemeinderat folgende Verteilung: 13 ÖVP und 6 SPÖ. - Mit den Gemeinderatswahlen in Niederösterreich 2010 hatte der Gemeinderat folgende Verteilung: 13 ÖVP, 4 SPÖ und 2 FPÖ. - Mit den Gemeinderatswahlen in Niederösterreich 2015 hat der Gemeinderat folgende Verteilung: 12 ÖVP, 4 SPÖ und 3 FPÖ. - Nach der Gemeinderatswahl 2020 hatte der Gemeinderat folgende Verteilung: 12 ÖVP, 3 SPÖ, 2 FPÖ und 2 Grüne. - Seit der Gemeinderatswahl 2025 hat der Gemeinderat folgende Verteilung: 7 ÖVP, 5 SPÖ, 2 FPÖ und 1 Grüne. | Hier fehlt eine Grafik, die leider im Moment aus technischen Gründen nicht angezeigt werden kann. Wir arbeiten daran! |

### Bürgermeister
- 2004–2023 Erich Ringseis (ÖVP)
- seit 2023 Josef Kienesberger (ÖVP)[20]

## Persönlichkeiten

### Söhne und Töchter der Gemeinde
- Otto Ehrenreich von Abensperg und Traun (1644–1715), k. k. Kämmerer, wirklicher geheimer Rat, Landmarschall und General-Landoberster
- Jörg Maria Berg (1930–2025), Schauspieler und Schlagersänger

### Mit der Gemeinde verbundene Persönlichkeiten
- Marianne Maderna (* 1944), Installationskünstlerin

## Bildergalerie

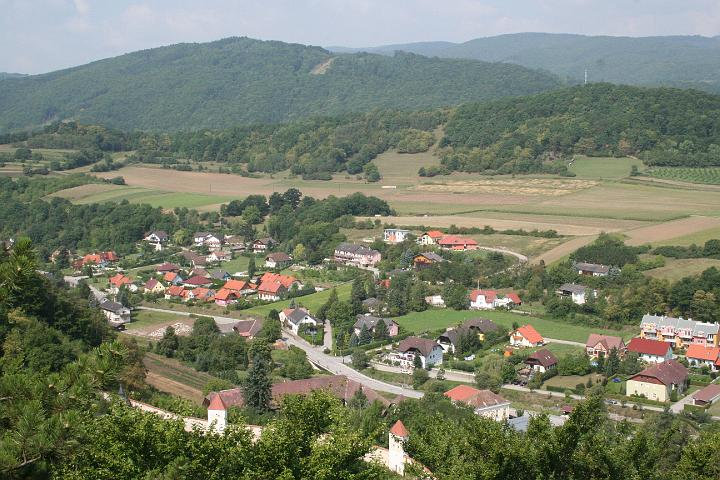
Blick vom Kalvarienberg auf Aggsbach-Dorf gegen „Luftberg“. Dahinter die Berge des nördlichen Donauufers.
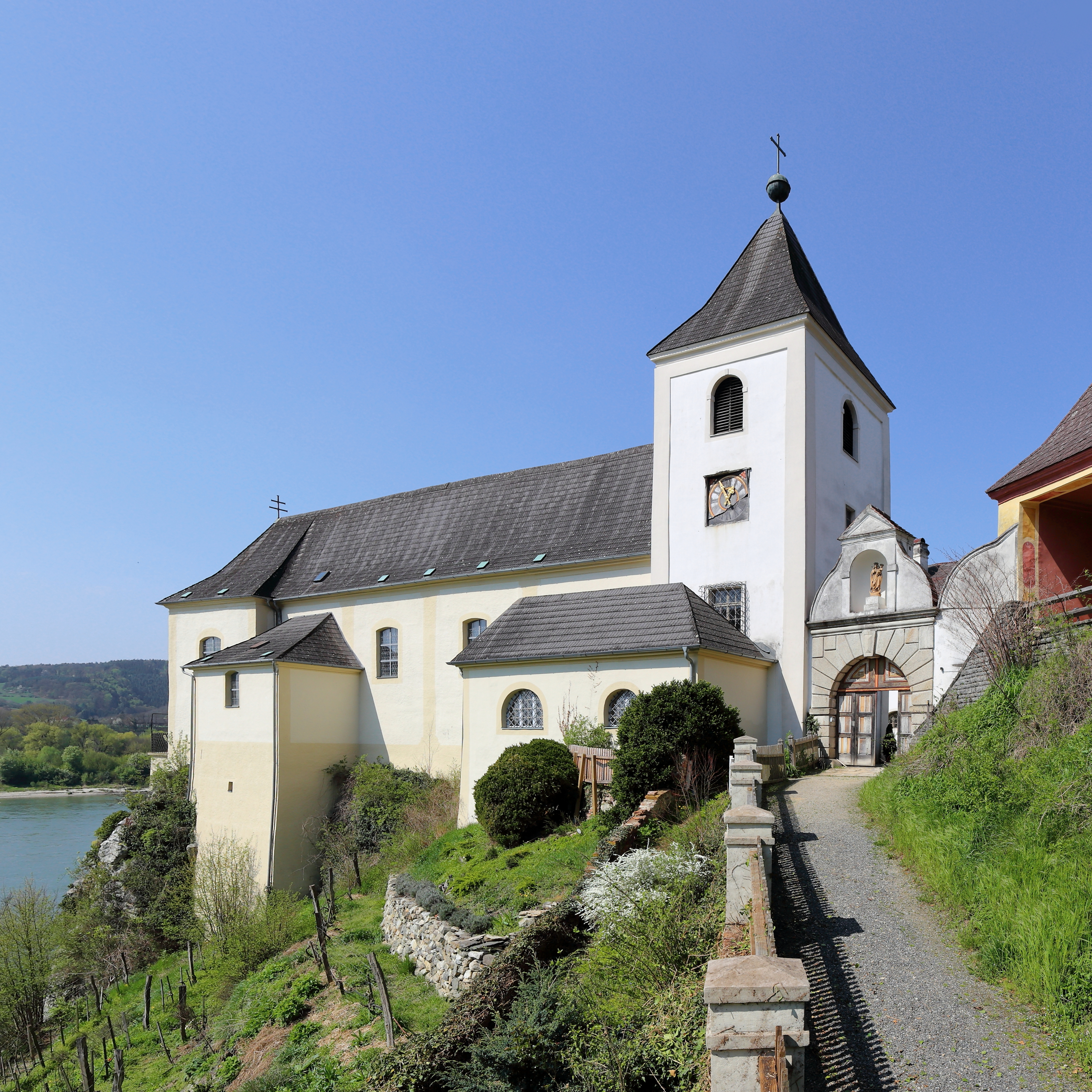
Kloster Schönbühel
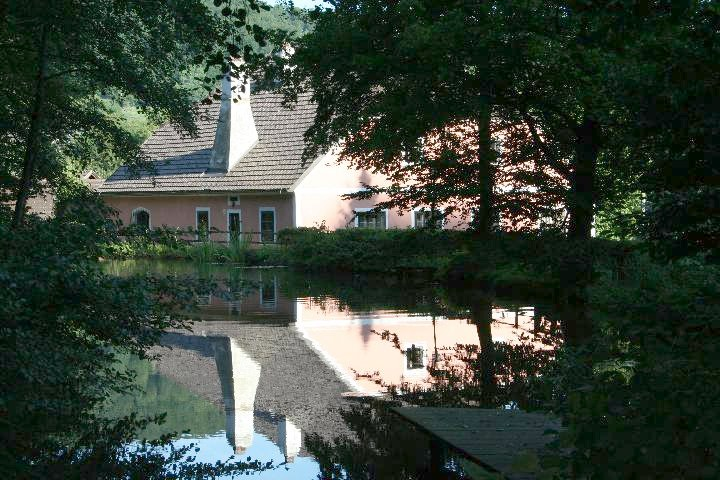
Hammerschmiede Pehn
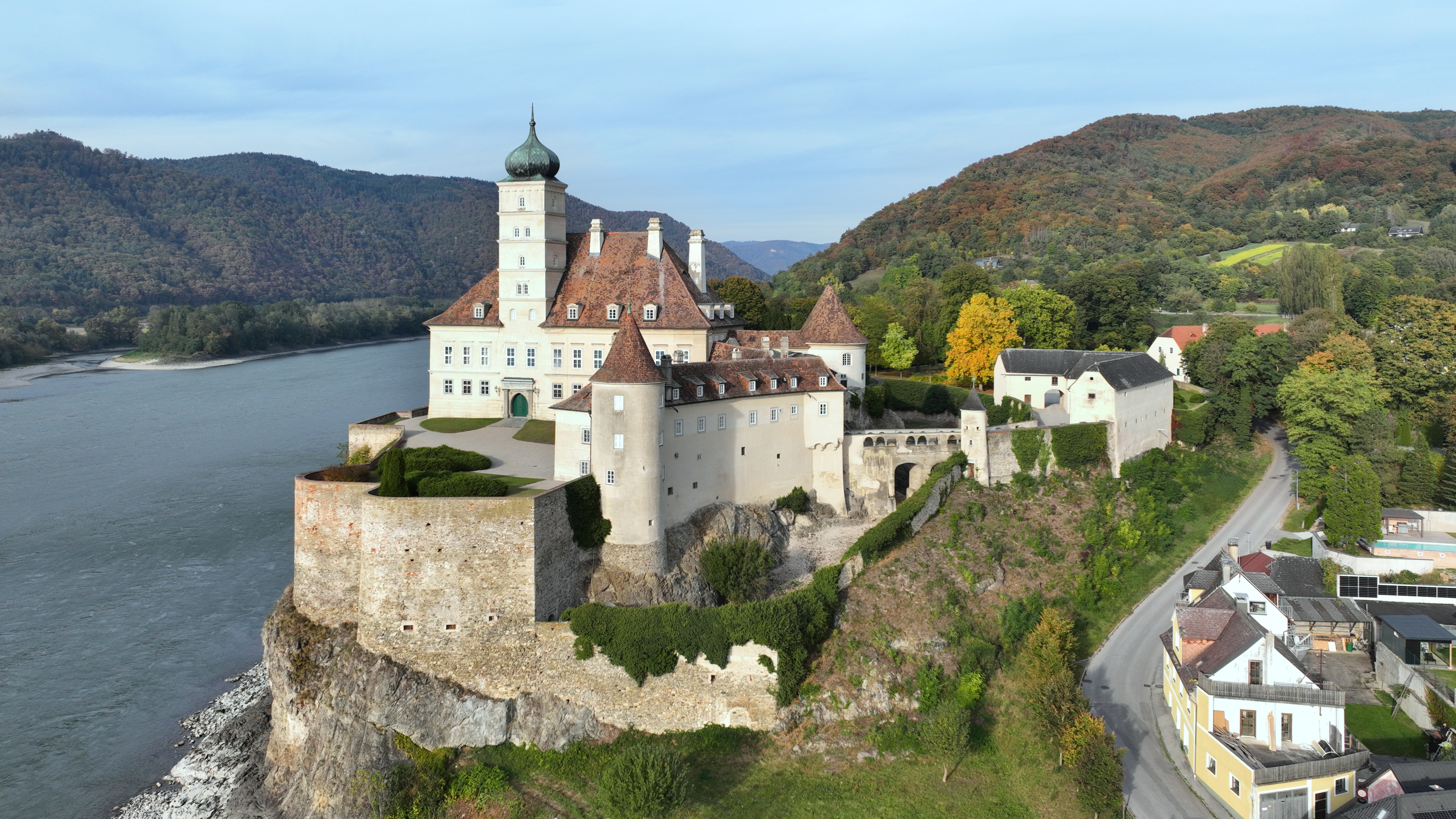
Schloss Schönbühel
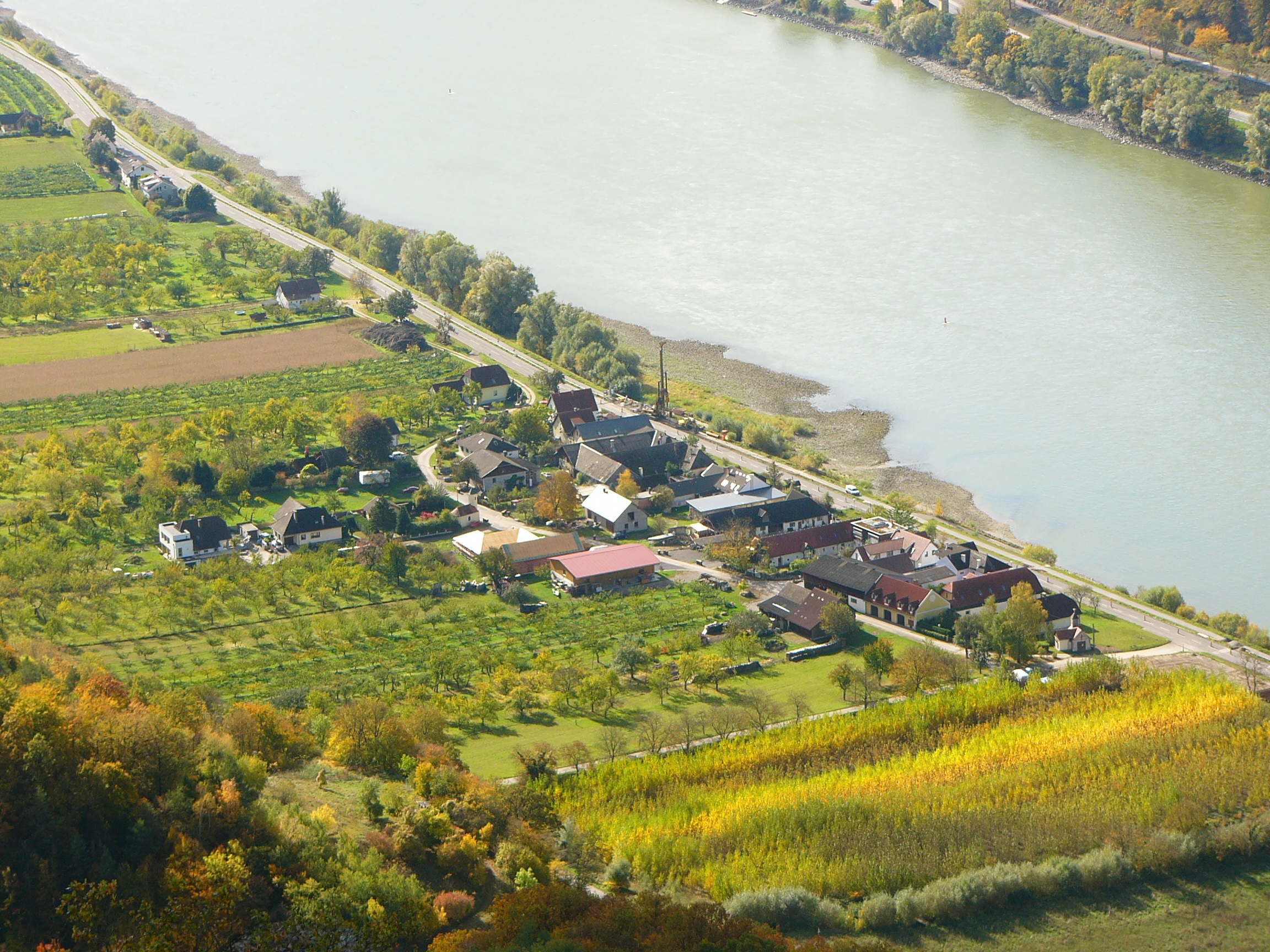
Aggstein von der Burgruine Aggstein aus gesehen